# Ausdauerndes Silberblatt
Das Ausdauernde Silberblatt (Lunaria rediviva), auch Wildes Silberblatt oder Wilde Mondviole genannt, ist eine Pflanzenart aus der Gattung der Silberblätter (Lunaria) innerhalb der Familie der Kreuzblütengewächse (Brassicaceae).

## Beschreibung

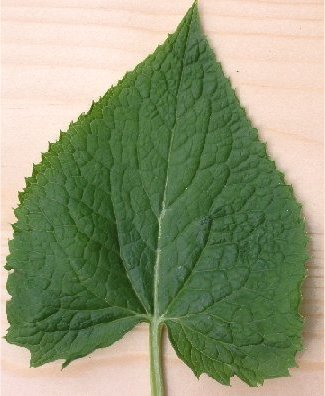
Herzförmiges Laubblatt

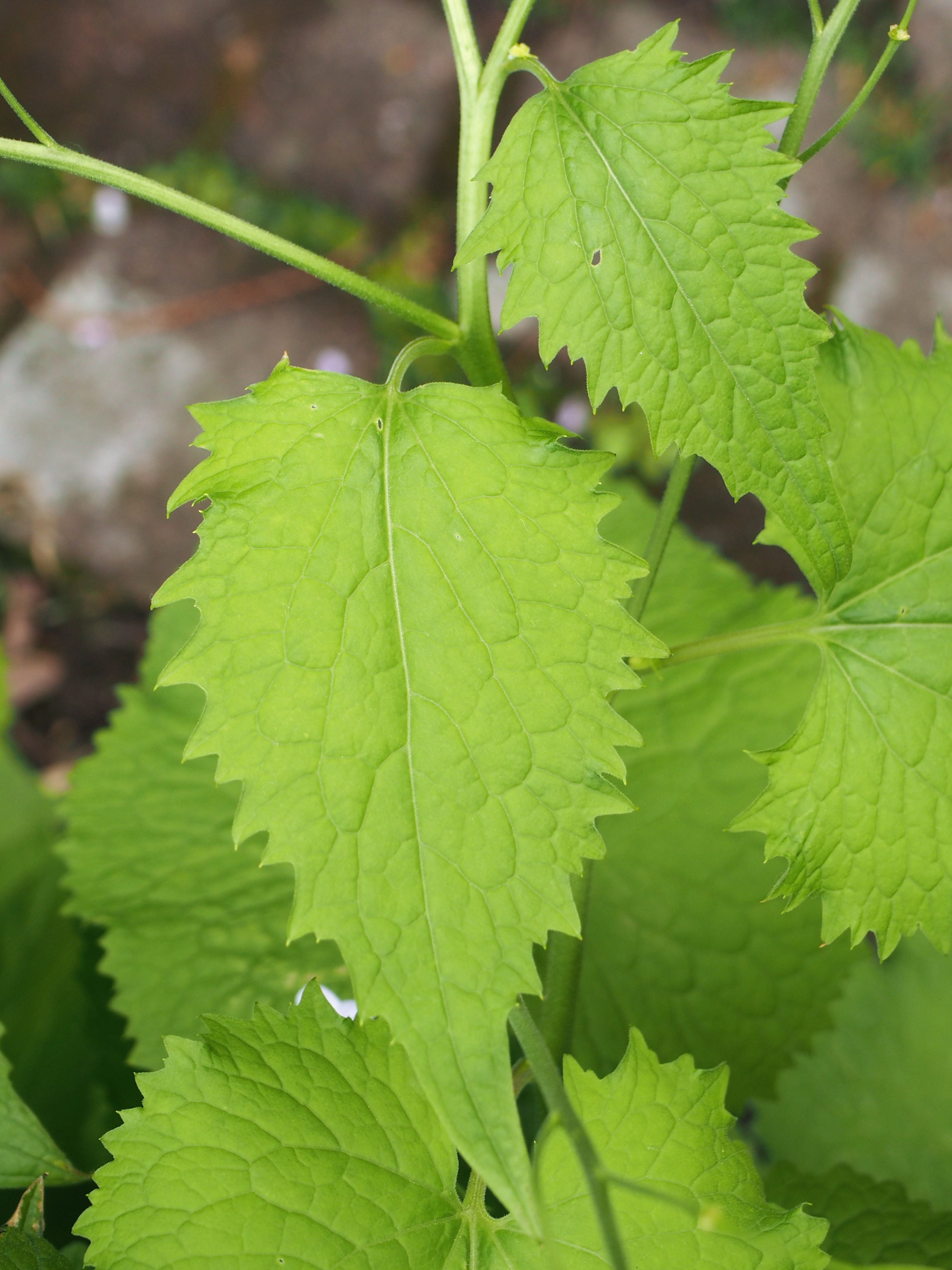
Eiförmiges, zugespitztes Laubblatt

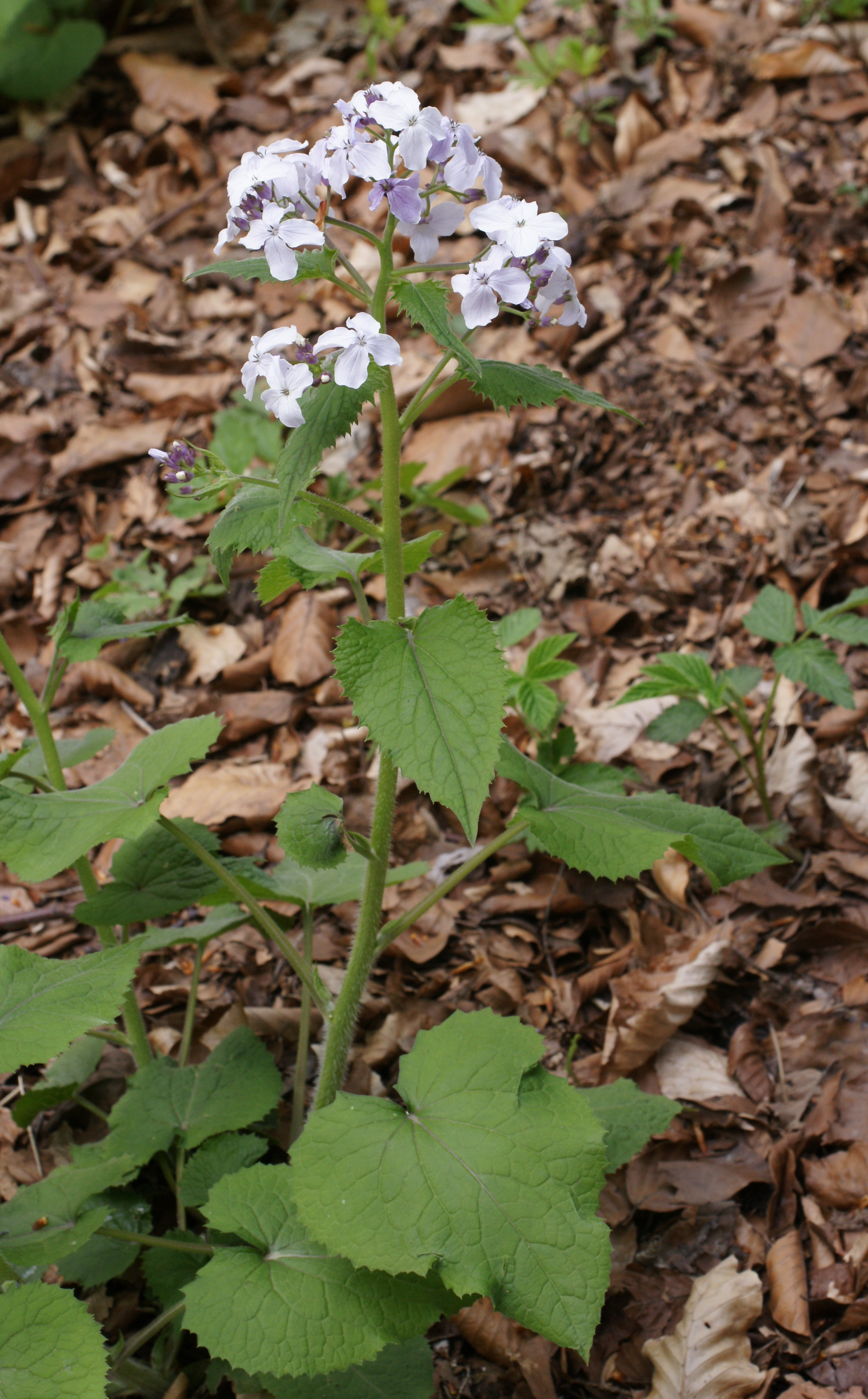
Habitus, Laubblätter und Blütenstand

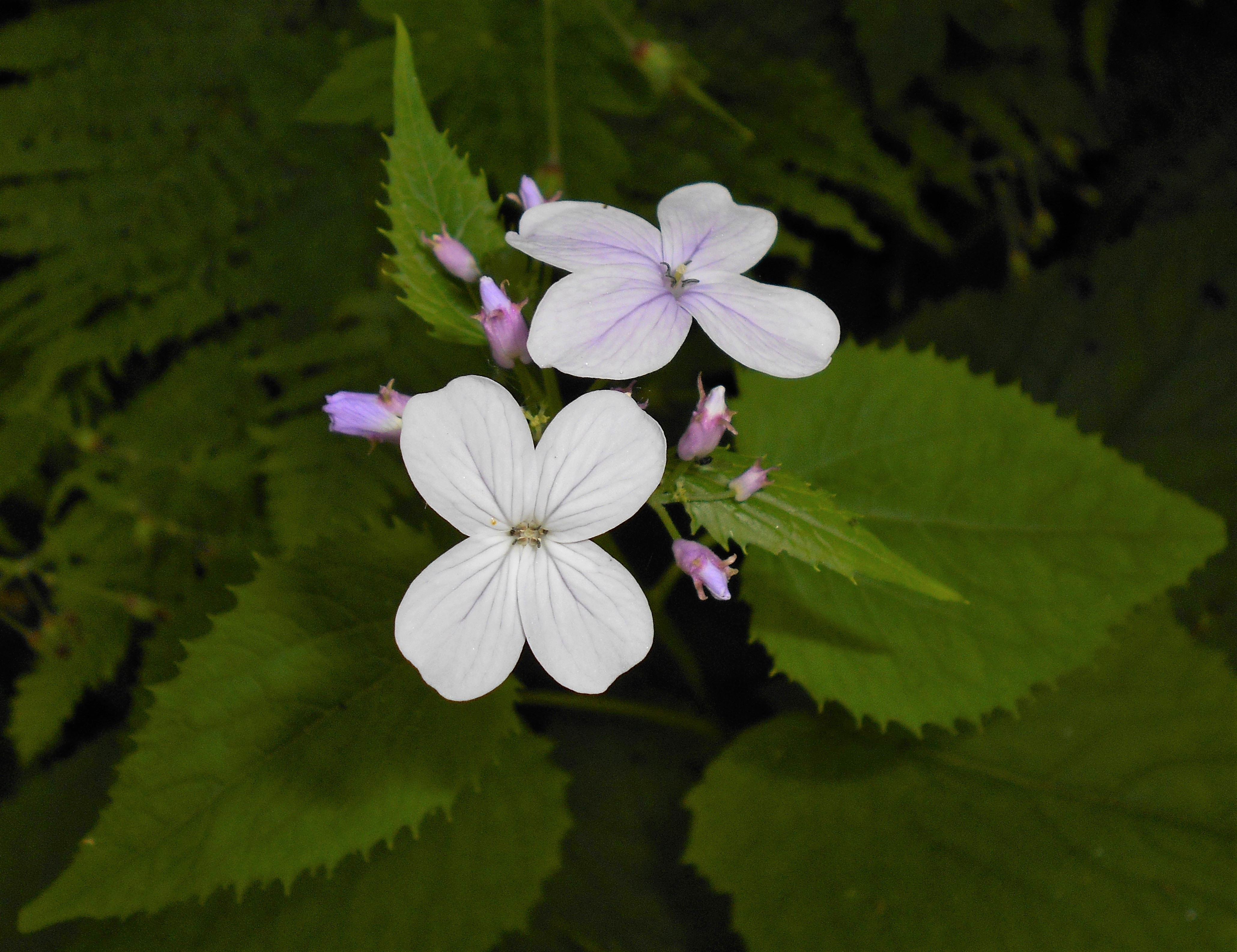
Blütenstand und Blüten

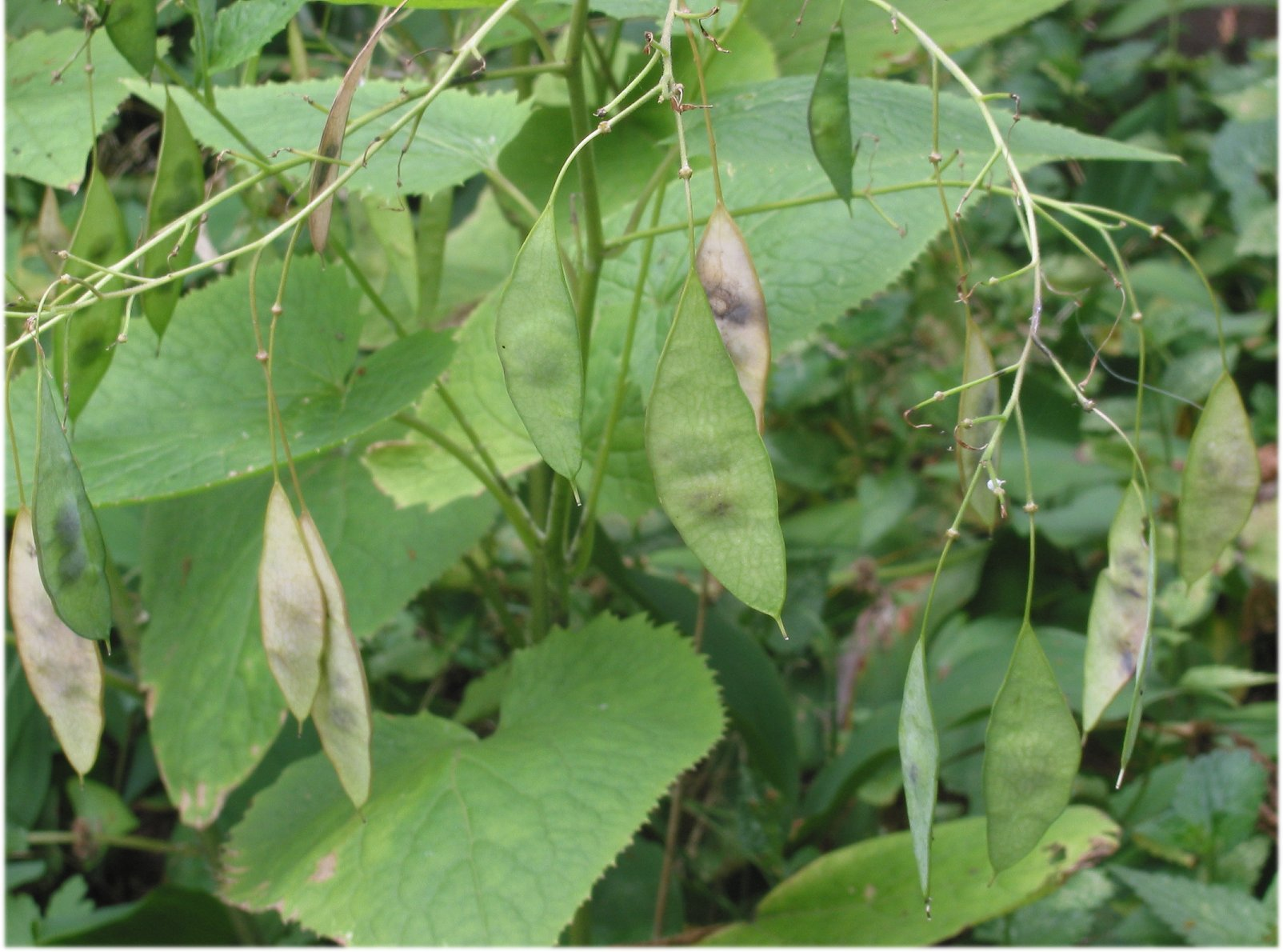
Schoten und Laubblätter

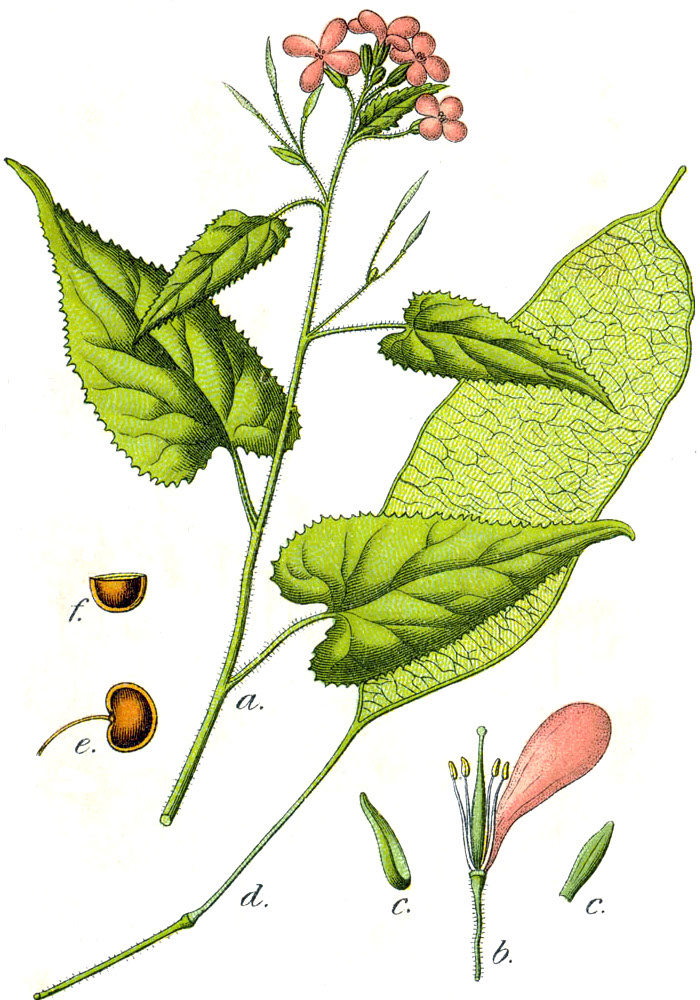
Illustration aus Sturm

### Vegetative Merkmale
Das Ausdauernde Silberblatt ist eine sommergrüne, ausdauernde krautige Pflanze, die Wuchshöhen von 30 bis 120, selten bis zu 150 Zentimetern erreicht. als Überdauerungsorgan wird ein Rhizom gebildet. Die im unteren Teil aufsteigenden oder aufrechten und im oberen Teil verzweigten Stängel sind besonders an ihrer Basis mit abstehenden einfachen Trichomen behaart.
Die relativ großen Laubblätter sind alle in Blattstiel und -spreite gegliedert. Der Blattstiel ist rinnig. Die unteren Laubblätter sind lang gestielt und fast gegenständig, die oberen sind kürzer gestielt, schmäler und wechselständig. Die einfache Blattspreite ist eiförmig bis herzförmig mit zugespitztem oberen Ende und ungleichmäßig stachelspitzig gezähntem Rand.

### Generative Merkmale
In einem kuppelförmigen, schirmrispigen Blütenstand sind viele Blüten angeordnet. Die Blütenstiele sind 10 bis 14 Millimeter lang.
Nachts duften die Blüten stark fliederartig. Die zwittrige Blüte ist vierzählig mit doppelter Blütenhülle. Die vier aufrechten Kelchblätter sind 4,5 bis, meist 5 bis 6 Millimeter lang, behaart und violett. Die seitlichen Kelchblätter sind weniger als 1 Millimeter tief ausgesackt und breiter als die mittleren. Die mittleren Kelchblätter besitzen unterhalb des oberen Endes ein hörnchenförmiges Anhängsel. Die vier weißen bis zart-lilafarbenen oder hell-purpurfarbenen bis violetten Kronblätter sind selten 10 bis, meist 12 bis 20 Millimeter lang und in Platte sowie langen Nagel gegliedert. Es sind sechs Staubblätter vorhanden. Die längeren Staubblätter sind 9 bis 10 Millimeter lang, die kürzeren 7 bis 8 Millimeter.
Die Fruchtstiele sind 15 bis 20 Millimeter lang. Die aufrechten oder hängenden Früchte besitzen über dem Kelchrest einen meist 25 bis 35 (10 bis 40) Millimeter langen, gebogenen Fruchtträger (Karpophor). Die durchscheinenden Schötchen sind bei einer Länge von meist 5 bis 8 (3 bis 9) Zentimetern sowie einer Breite von 1,5 bis 3,5 (1,2 bis 3,8) Zentimetern zwei- bis dreimal so lang wie breit und elliptisch, selten eiförmig-elliptisch, oder breit-lanzettlich bis lanzettlich-scheibenförmig, seitlich abgeflacht und an ihrer Basis sowie am oberen Ende zugespitzt. Die Fruchtklappen sind am Rand kahl. Der Griffel ist auf der Frucht 1 bis, meist 2 bis 5 Millimeter lang. Die falsche Scheidewand (Septum) ist silbrig und bleibt teilweise bis ins nächste Frühjahr am Pflanzenexemplar.

### Chromosomensatz
Die Chromosomengrundzahl beträgt x = 7 oder 15; es liegt Diploidie oder Tetraploidie vor mit einer Chromosomenzahl 2n = 28 oder 30.

## Inhaltsstoffe
Beim Ausdauernden Silberblatt enthalten die Samen bis zu 1 % Alkaloide, fast 1 % davon ist Lunarin.

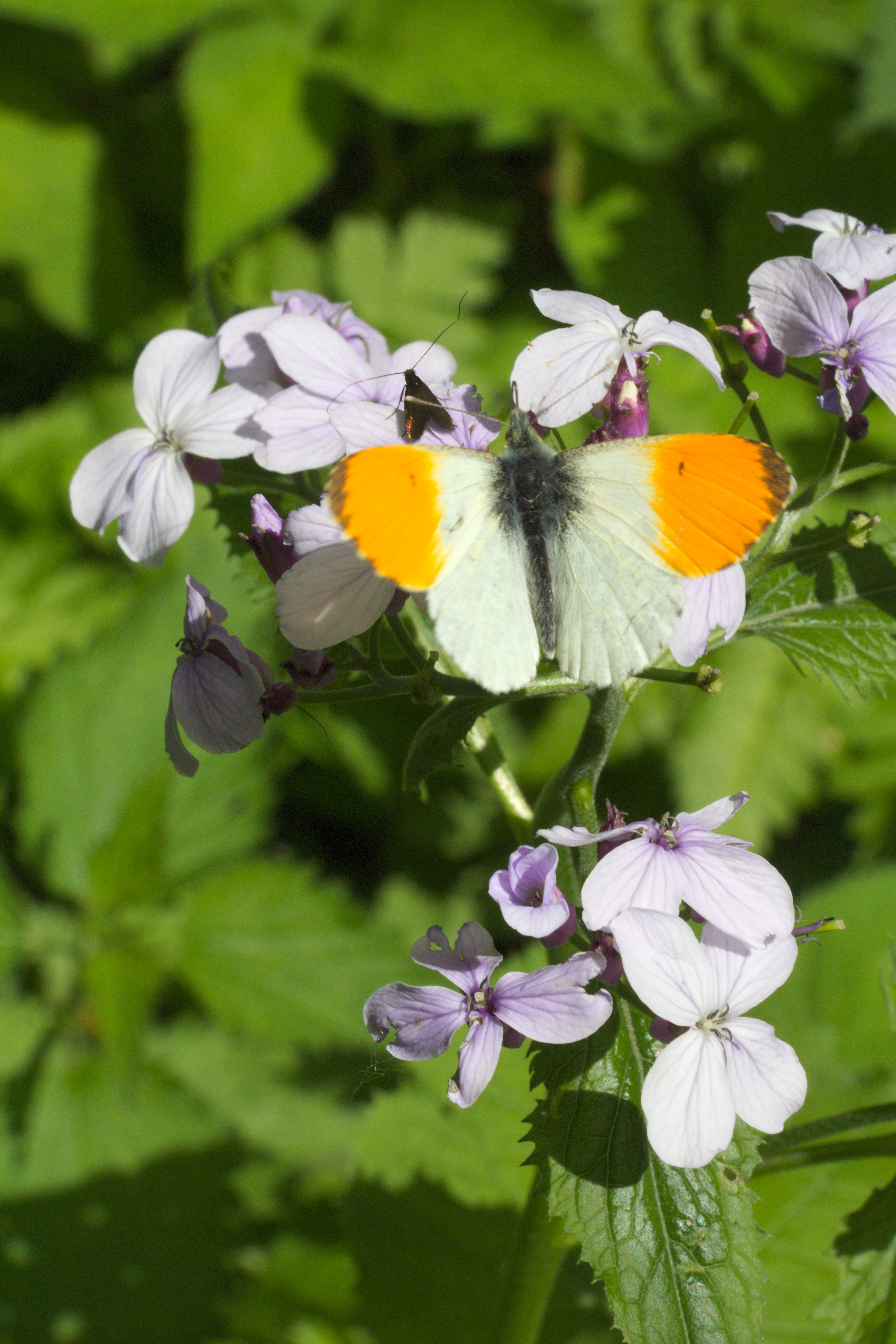
Blütenbesuch vom Aurorafalter (Anthocharis cardamines)

## Ökologie und Phänologie
Beim Ausdauernden Silberblatt handelt es sich um einen hygromorphen Hemikryptophyten und eine Halbrosettenpflanze mit Rhizom, über das auch eine vegetative Vermehrung erfolgen kann.
Die Blütezeit liegt in Mittel- und Südwesteuropa im Mai bis Juli. Blütenökologisch handelt es sich um Stieltellerblumen mit völlig verborgenem Nektar am Grund der Staubblätter. Die Staubbeutel sowie Narbe überragt bei fortgeschrittener Anthese die Kronröhre. Als Belohnung für die Bestäuber ist Nektar vorhanden. Die Bestäubung erfolgt meist durch Insekten. Bestäuber sind manchmal Bienen, Hummeln, Wespen, Bombyliden sowie Syrphiden. Die besonders nachts wohlriechenden Blüten locken Nachtfalter an, es sollen auch Pollen fressende Insekten die Blüten besuchen. In diesem nachts wohlriechenden Stadium zeigt sich, woher der Trivialname „Mondviole“ stammt. Beim Ausdauernden Silberblatt sind die Blüten homogam, also sind männliche und weibliche Blütenorgane gleichzeitig fertil. Das Ausdauernde Silberblatt ist selbstkompatibel, das bedeutet, Selbstbefruchtung führt erfolgreich zum Samenansatz.
Die Fruchtreife erfolgt von August bis Oktober. Die Schötchen werfen zur Reife die Fruchtklappen ab. Es bleibt neben dem samentragenden Rahmen (Replum) als auffälliges Gebilde die falsche Scheidewand (Septum) zurück. Das Septum dient als Windfang und fördert die Ausbreitung als Windstreuer (Anemochorie). In diesem Stadium zeigt sich, woher der Trivialname „Silberblatt“ stammt. Die Samen mit Hautrand sind Segelflieger und Kältekeimer.

## Vorkommen
Das Ausdauernde Silberblatt ist von der Iberischen Halbinsel über Mittel- und Süd-, Nord-, Ost- bis Südosteuropa weitverbreitet. Es gibt Fundortangaben für Deutschland, Österreich, Liechtenstein, die Schweiz, Italien, Sardinien, Sizilien, Malta, Monaco, Frankreich, Andorra, Spanien, Gibraltar, Portugal, Belgien, Luxemburg, Polen, Dänemark, Schweden, Norwegen, den europäischen Teil Russlands, Estland, Litauen, Lettland, Belarus, Moldawien, Ungarn, Tschechien, die Slowakei, Slowenien, Serbien, Kosovo, Kroatien, Bosnien und Herzegowina, Bulgarien, Rumänien, Albanien, Montenegro, Nordmazedonien, Griechenland, die Ukraine sowie die Krim. Sie ist in Österreich in allen Bundesländern außer Wien zerstreut bis selten und ist im nördlichen sowie südöstlichen Alpenvorland „gefährdet“.
Es gedeiht in Mitteleuropa meist auf sickerfrischen, nährstoff- und basenreichen, bewegten, lockeren, mäßig sauren bis milden, humosen, feinerdereichen Steinschuttböden, etwa über Kalkstein, Basalt, Porphyr oder Gneis. Es kommt vorwiegend in feuchten, schattigen Laub-Bergwäldern an warmen und wintermilden Standorten in luftfeuchter Klimalage vor. Es ist eine Charakterart des Eschen-Ahorn-Schluchtwalds (Fraxino-Aceretum). Es gedeiht auf der Iberischen Halbinsel in Höhenlagen von 1000 bis 1700 Metern.
Die ökologischen Zeigerwerte nach Landolt et al. 2010 sind in der Schweiz: Feuchtezahl F = 3+w (feucht aber mäßig wechselnd), Lichtzahl L = 2 (schattig), Reaktionszahl R = 4 (neutral bis basisch), Temperaturzahl T = 3 (montan), Nährstoffzahl N = 4 (nährstoffreich), Kontinentalitätszahl K = 2 (subozeanisch).

## Taxonomie
Die Erstveröffentlichung von Lunaria rediviva erfolgte 1753 durch Carl von Linné in Species Plantarum, Tomus II, S. 653. Das Artepitheton rediviva bedeutet „ausdauernd“. Linné kannte in der Gattung Lunaria nur die beiden Arten Lunaria rediviva und Lunaria annua. Ein Synonym für Lunaria rediviva L. ist Lunaria alpina J.P.Bergeret.

## Verwendung
Das Ausdauernde Silberblatt wird gelegentlich als Zier- und Duftpflanze in Parks und Gärten verwendet.